# إعصار نرجس
إعصار نرجس بالإنجليزية (Cyclone Nargis) هو إعصار قوي تشكل في 27 أبريل 2008 م. في منطقة خليج البنغال وازدادت قوته وتوجه نحو وسط ماينمار (بورما سابقا)، حيث ضربه في الثاني من مايو، وصنف على كونه إعصارا من الدرجة الرابعة وفقاً لمقياس سيمبسون للأعاصير الخطرة والمعروف اختصارا ب (SSHS)، وكعاصفة وإعصار «خطيرين جدا» من قبل دائرة الطقس الهندية، وكان اعصارا استوائيا تسبب في انزلاقات طينية ودمارا واسعا في المناطق التي مر بها في الهند الصينية خصوصا في بورما أو (ماينمار) وصحبته عواصف وأمطار رعدية غزيرة، وصل ارتفاعها بعضها الي أكثر من 20 إنشاً في عدة مناطق، اعتبر جزء من موسم الأعاصير في منطقة حوض شمال المحيط الهندي وتشتت في 3 مايو 2008 م.
بلغت أقصي سرعة لتحرك الإعصار نرجس 165 كيلومترا في الساعة، فيما بلغت قوة رياحه 215 كيلومترا في الساعة.
تأثرت بالإعصار كذلك وإن بشكل أقل كل من الهند وبنغلاديش وسريلانكا إضافة إلي ماينمار (بورما).

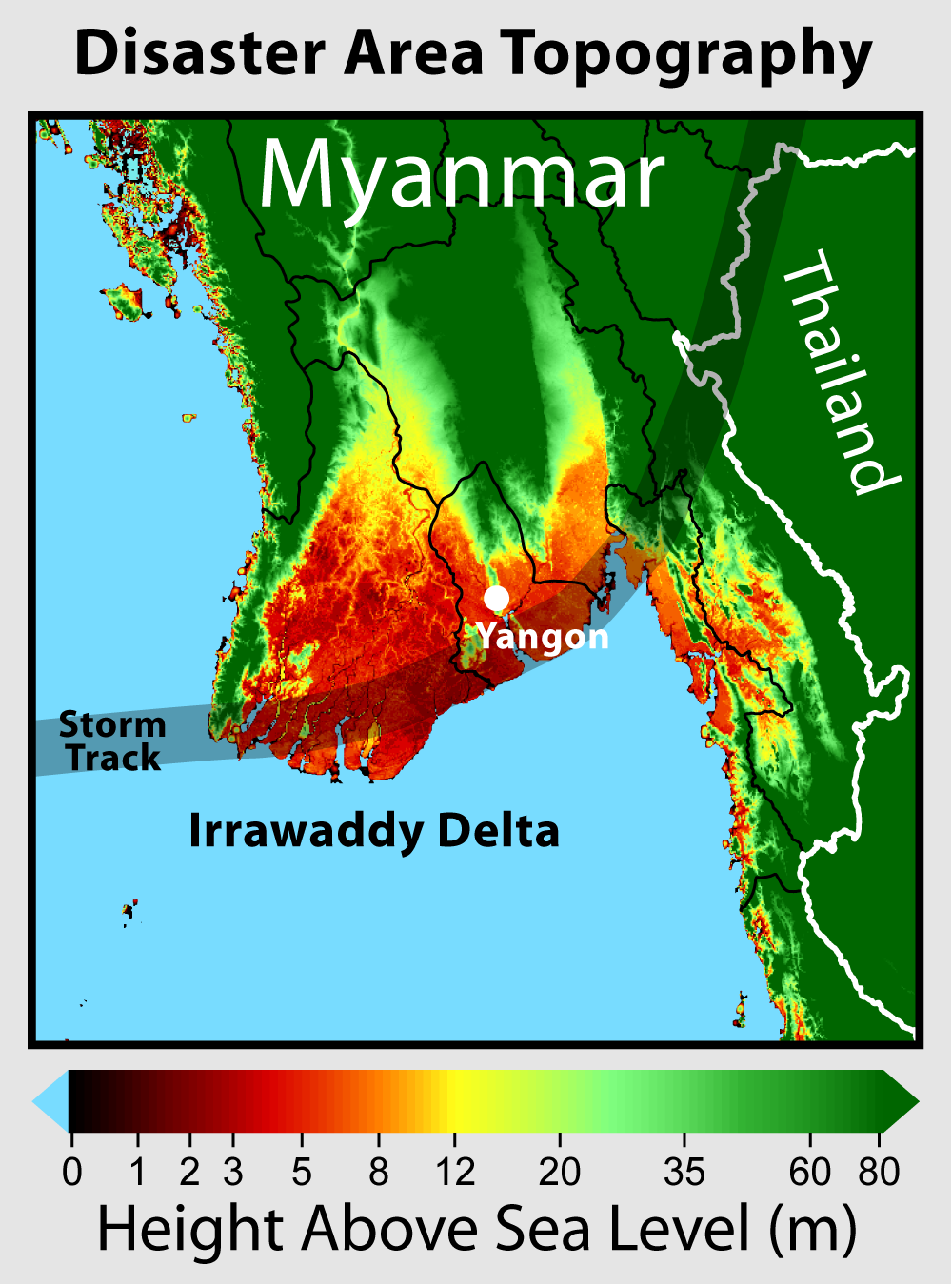
صورة طوبوغرافية للمنطقة التي ضربها الإعصار في بورما حيث تظهر المنطقة ذات اللون الأحمر القاتم الأكثر تأثرا وتضررا.

## الدمار وأعداد الضحايا
أفادت التقارير إلى وقوع عدد ضحايا بلغ علي الأقل 78 ألف قتيل، و56 ألف مفقود وملايين المشردين حيث قالت الأمم المتحدة «إن ما يترواح بين 1.5 و2.5 مليون شخص، يعيشون الآن في أوضاع مزرية، حيث يحتاجون إلى الطعام والغذاء والماء والملاذ والرعاية الصحية بصورة ملحة».
و أعلنت وكالات الإغاثة الدولية عن مخاوفها من أن عدد الضحايا قد يزيد عن 100.000 قتيل قد يكونون قضوا من جراء الاعصار المدمر الذي ضرب بشدة دلتا نهر ايراوادي، نسبة كبيرة منهم في مقاطعة واحدة فقط وهي مقاطعة لابوتا ونحو مليون مشرد.
و أعزت السبب الي توقع ارتفاع عدد الضحايا الي التأخر المتعمد من قبل الحكومة العسكرية في ماينمار لمنح تأشيرات لعدد كبير من العاملين في مجال الإغاثة الدولية.
و كانت هيئة الاذاعة البريطانية BBC قد ذكرت بعد نحو يومين من الاعصار نقلا عن القائمة بأعمال السفارة الأمريكية في مدينة يانغون جنوب بورما «أن نحو 95 % من المباني في منطقة دلتا بورما قد تكون دمرت تماما ووصفت الموقف بأنه يزداد ترويعا» وقالت «أن الاعصار قد تسبب في دمار 90% من البنية الأساسية في المناطق التي تأثرت به»، في حين توقع خبراء أن يتجاوز عدد ضحايا الاعصار المدمر ال100.000 قتيل
كما أدي الاعصار الي دمار هائل في المباني واقتلاع الاشجار الكبيرة وتحطم المنازل الصغيرة، كما أدي الي انقطاع التيار الكهربائي عن معظم جنوب ووسط البلاد وكذا خطوط الهاتف، كما تعرضت الطرق المعبدة لأضرار جسيمة.
و تقول الأمم المتحدة أن أكثر المناطق تضررا هي منطقة دلتا إيراوادي في بورما، كما وجهت انتقادات شديدة اللهجة من قبل المجتمع الدولي لا سيما الأمم المتحدة والدول الغربية واليابان الي الحكومة العسكرية الحاكمة في بورما لمماطلتها في السماح للمساعدات الدولية بالدخول الي البلاد وأيضا لاخفاقها في تحذير السكان بالشكل المناسب من خطر الاعصار.
فيما قدرت قيمة الأضرار المادية التي خلفها الإعصار المدمر قرابة (10$ مليار دولار أمريكي)، ما جعله الإعصار الذي تسبب في أكثر دمار تشهده حوض أعاصير منطقة شمال المحيط الهندي، كما اعتبر أسوأ كارثة طبيعية في تاريخ بورما والأكثر تخليفا للضحايا.
من جهة أخرى قام رئيس المجلس العسكري الحاكم في ماينمار (بورما سابقا) الجنرال ثان شوي الأحد 18 مايو 2008 م. بأول زيارة الي المناطق التي ضربها الاعصار أي بعد نحو اسبوعين من الاعصار الذي ضرب البلد الواقع في الهند الصينية بجنوب شرق آسيا.
وكانت حكومة ماينمار العسكرية قد فرضت حالة الطوارئ في البلاد وأغلقت المطار الدولي في يانجون العاصمة القديمة للبلاد.
التسمية (نرجس) أخذت من الكلمة (نركس) في اللغة الأردية المستخدمة في باكستان ويقابلها في العربية زهرة نبات النرجس.
عمان نبض واحد

## المساعدات الدولية
هذا وقد أعلنت عدة دول في العالم عن تقديمها لمساعدات مادية وعينية وفرق اغاثة لمنكوبي الاعصار في ماينمار إلا أن الحكومة البورمية ظلت ترفض السماح لعديد الفرق والمساعدات لاسيما من الدول الأوروبية واليابان والولايات المتحدة التي تفرض قيود وعقوبات علي النظام العسكري الحاكم في بورما ومسؤوليه، وقد سمحت الحكومة البورمية في البداية لبعض الدول مثل تايلاند المجاورة وبنغلاديش والصين والهند وإندونيسيا بالسماح لتقديم المساعدة.
كما كانت الأمم المتحدة قد أعلنت عن رصد 30 مليون دولار من صندوق الطوارئ المركزي بالمنظمة الدولية بشكل أولي، وأعلن بان كي مون الأمين العام للأمم المتحدة عن انزعاجه الشديد للأرقام المرتفعة والمتسارعة لعدد الضحايا ولبطء استجابة الحكومة البورمية العسكرية لطلبات المساعدة الدولية.
كما أعلنت جمعية الصليب والهلال الأحمر عن تقديم مساعدات عاجلة إلى ماينمار، تُقدر بنحو 200 ألف فرنك سويسري (نحو 190 ألف دولار) للمساهمة في تخفيف آثار الدمار التي خلفها الإعصار المدمر.
ووفقا لصحيفة Bangkok time التايلاندية فقد سمح الجونتا (junta) وهو مجلس الحكم العسكري في ماينمار بعد ضغوط لطائرات إيطالية بالقاء مساعدات من الأمم المتحدة عن طريق الجو، وقد ظلت عدة دول تنتظر ايصال مساعداتها الي المتضررين من اعصار ماينمار حيث أن معظم هذه المساعدات موجودة في تايلاند أو في مطار يانجون العاصمة التجارية وأكبر مدن البلاد ويعود السبب لذلك لمماطلة الحكومة العسكرية البورمية في منح تأشيرات الدخول لمقدمي المساعدات.
و بعد أسابيع من الكارثة أعلنت السلطات العسكرية الحاكمة في ماينمار عن موافقتها لقبول المساعدات وذلك في مؤتمر عقد في يانجون (رانجون سابقا) كبرى مدن ماينمار (بورما سابقا) شاركت فيه وفود أكثر من 40 دولة مانحة وبحضور بان كي مون كما رحب برنامج الغذاء العالمي بالخطوة بتحفظ إذ قال البرنامج التابع للأمم المتحدة «إن الاختبار الحقيقي هو ما إذا كان سيسمح لموظفيه بالانتقال من يانجون لمنطقة إيراوادي المنكوبة في الجنوب».
والجدول التالي يبين المساعدات التي أعلنت بعض الدول عن تقديمها:
| البلد            | المساعدة |
| ---------------- | --- |
| ASEAN            | فريق لتقييم الأضرار وطاقم طبي من 30 شخصا. |
| أستراليا         | 23.5 مليون دولار أمريكي. |
| بنغلاديش         | 20 طن من الأغذية والأدوية |
| بلجيكا           | 250,000 يورو |
| بروناي           | مواد اغاثة |
| كمبوديا          | 50,000 دولار |
| كندا             | 2 مليون دولار أمريكي في صورة مساعدات عاجلة، 500.000 دولار للصليب الأحمر.                                                                                    |
| الصين            | 5.3 مليون دولار في صورة مساعدات ومواد اغاثة ونحو 60 طن من المساعدات                                                                                         |
| جمهورية التشيك   | 154.000 دولار |
| الدنمارك         | 2.1 مليون دولار |
| الاتحاد الأوروبي | 3 ملايين دولار |
| فنلندا           | 300.000 يورو |
| فرنسا            | 775.000 دولار إضافة لنحو 1.700 طن من الأدوية والأغذية ومياه الشفاة.                                                                                         |
| ألمانيا          | 3 ملايين دولار |
| اليونان          | 200.000 دولار في صورة أدوية ومساعدات إنسانية |
| المجر            | 300.000 دولار أدوية، أغذية ومساعدات إنسانية |
| الهند            | 178 طن من مواد الاغاثة والخيام والتموين الغذائي وفرق طبية                                                                                                   |
| إندونيسيا        | مليون دولار نقدا ومساعدات أخرى في صورة أغذية وأدوية |
| جمهورية أيرلندا  | 1.5 مليون دولار |
| إسرائيل          | 100.000 دولار وأغذية وأدوية عن طريق منظمات خاصة |
| ليتوانيا         | الحكومة الليتوانية تبرعت بنحو (90.000) دولار الي الصليب الأحمر.                                                                                             |
| اليابان          | 28 مليون ين ياباني (267.000 دولار)في صورة خيام ومولدات كهربائية، إضافة ل 10 ملايين دولار من خلال برنامج الأمم المتحدة للأغذية إضافة 570.000 دولار كمساعدات. |
| مقدونيا          | 4.100.000 دولار |
| مقدونيا          | 50.000 دولار |
| هولندا           | 1.550.000 يورو |
| نيوزيلندا        | 1.15 مليون دولار |
| النرويج          | 1.96 مليون يورو |
| باكستان          | مواد اغاثة ومستشفي متنقل تنتظر موافقة الحكومة البورمية بالدخول.                                                                                             |
| الفلبين          | أطقم طبية و500.000 دولار ومساعدات وبضائع اغاثة. |
| روسيا            | 180 طنا من المواذ الغذائية والمولدات الكهربائية والأدوية والخيم والبطانيات.                                                                                 |
| سان مارينو       | 30.000 يورو |
| سنغافورة         | 200.000 دولار |
| إسبانيا          | 775.00 دولار مقدمة عن طريق برنامج الغذاء العالمي |
| السويد           | دعم لوجيستي وأنظمة تنقية مياه |
| سويسرا           | 475.000 دولار (بشكل أولي) |
| تايلاند          | 100.000 دولار، غذاء ومعدات طبية (بشكل أولي) |
| تركيا            | 1.6 مليون دولار |
| المملكة المتحدة  | 17 مليون جنيه استرليني (نحو 33.5 مليون دولار), HMS Westminster ‏                                                                                             |
| الولايات المتحدة | 16 مليون دولار |
| فيتنام           | 200.000 دولار أمريكي |